# HMS M3
Lo HMS M3 è stato un sottomarino della Royal Navy britannica, in servizio dal 1920 al 1927 come sommergibile monitore, e dal 1928 al 1932 come sommergibile posamine

## Storia
Nell'agosto 1915 l'ammiraglio John Fisher, Primo lord del mare, prospettò la costruzione di una "corazzata sommergibile" armata con un cannone di grosso calibro in aggiunta al normale armamento di siluri. Fisher segnalò che una corazzata sommergibile avrebbe trasportato molti più proiettili da 850 libbre rispetto ai siluri. Il mese successivo il Comitato per lo Sviluppo dei Sommergibili, istituito nel maggio 1915 per definire la futura politica nella costruzione dei sommergibili britannici, si riunì per analizzare la proposta dell'ammiraglio. Sebbene non ci fosse alcun accordo sulla funzione e sull'utilizzo di una simile unità navale, il Comitato decise che il Direttore delle Costruzioni Navali avrebbe dovuto preparare il progetto per  due tipi di questi sommergibili, uno armato di un cannone di grosso calibro a bassa velocità iniziale e un altro armato di un cannone di calibro minore  ad elevata velocità iniziale. Al capitano di vascello Sidney Stewart Hall, comandante dei sommergibili, fu ordinato di trovare delle giustificazioni la costruzione di sommergibili di questo modello. Hall presentò un certo numero di argomenti in favore della costruzione di sommergibili aventi un cannone come armamento principale, data anche la scarsa qualità dei siluri britannici allora in uso.  Il Comitato per lo Sviluppo dei Sommergibili decise per la costruzione di sommergibili monitori armati con cannone di grosso calibro. La Royal Navy, convinta dell’inutilità dei sommergibili monitori da impiegare nel Mare del Nord e non potendo annullare le decisioni dell’ammiraglio Fisher, scelse per armare le nuove unità il cannone Vickers Mk IX 50t BL da 305 mm, di modello superato, ma presente negli arsenali britannici con pezzi di rispetto e molte munizioni, destinati inevitabilmente alla demolizione. Tale decisione sul tipo di armamento abbassò di molto il costo previsto per le nuove unità. Fu deciso di realizzare quattro sommergibili monitori al posto di quattro sommergibili classe K, battelli con propulsione a vapore, la cui costruzione era già stata finanziata. La realizzazione delle quattro unità fu portata avanti con bassa priorità, e uno solo dei sommergibili monitori, lo M1  entrò in servizio prima della fine della Grande Guerra. Il cannone da 305/40 aveva una elevazione di 20°, una depressione di -5°, un brandeggio di 15° e poteva sparare 90 secondi dopo che l'unità era emersa in superficie.
Il sottomarino M3 fu impostato presso il cantiere navale Armstrong Whitworth di Elswick il 4 dicembre 1916, varato il 19 ottobre 1918, ed entrò in servizio il 9 luglio 1920. L'unità era allungata di 3 m per consentire l'imbarco di tubi lanciasiluri da 533 mm al posto di quelli da 457 mm.  Dopo il completamento delle prove in mare il 17 agosto, fu messo in riserva. L'M3 fu rimesso in servizio attivo il 4 luglio 1921 sotto il comando del tenente comandante Hugh Marrack, ed assegnato alla prima flottiglia sottomarini il 17 febbraio 1922. Nel periodo 1921-1926 fu assegnato alla Atlantic Fleet e nel periodo 1926-1927 fu assegnato alla riserva. Dal 9 maggio al 14 maggio 1926, insieme agli altri sottomarini K26 e L23, l'M3 fu utilizzato per fornire elettricità al Royal Victoria Dock, al Royal Albert Dock e al King George V Dock a Londra, durante lo sciopero generale del 1926, in un'azione denominata Operazione Blackcurrant. Il solo  M3 manteneva in funzione quattro celle frigorifere per la carne, due gru e molte pompe importanti. 
Il 15 ottobre 1926 fu posto in riserva dove rimase fino al 13 giugno 1927 quando arrivò a Chatham per essere convertita in un posamine sperimentale, a seguito del Trattato navale di Washington. I suoi cannoni da 305/40 e 76,2 mm furono tolti sostituiti da una grande sovrastruttura allagabile liberamente che si estendeva per circa il 75% della sua lunghezza. Due serie di rotaie correvano lungo lo scafo pressurizzato all'interno di questa struttura, in grado di ospitare 100 mine a contatto standard di tipo B. Le mine venivano messe in mare per mezzo di una catena di trasporto attraverso un unico grande portellone a poppa.
La conversione fu completata l'8 ottobre 1928 al costo di 10.235 sterline, e il sommergibile terminò le sue prove in mare entro la metà del mese di novembre. Inizialmente furono imbarcate 80 mine, mentre le restanti 20 furono imbarcate successivamente.
I macchinari per la posa delle mine e le mine stesse aumentarono di circa 54 tonnellate il dislocamento del sottomarino e ebbero anche effetti negativi sulla capacità di immersione dell'M3: il tempo necessario per allagare il grande compatimento (che conteneva 600 tonnellate di acqua) significava che ci volevano circa 5 minuti per immergersi con mare calmo e almeno 13 minuti con mare mosso ed era pericolosamente lento nell'assumere l'assetto. Il contrammiraglio Martin Dunbar-Nasmith, comandante del Royal Navy Submarine Service, nel maggio 1930 espresse l'opinione che ... attualmente lo M3 non è efficiente o affidabile come sottomarino e non potrebbe essere utilizzato in sicurezza in guerra.
Lo M3 doveva essere originariamente demolito nel 1933, ma la data fu anticipata dopo le notizie sfavorevoli sulle sue capacità come unità posamine, e fu messo fuori servizio il 6 febbraio 1932 e demolita a Newport nell'aprile 1932.

### Annotazioni
1. ↑  Progettato dalla ditta Vickers alla fine degli anni Novanta del XIX secolo era stato installato sulle navi da battaglia delle classi Formidable, London, Duncan e King Edward VII.

### Fonti
1. 1 2  Gardiner 1985, p. 92.
2. ↑  RN Subs.
3. 1 2 3 4 5 6 7  Destinationsjourney.
4. 1 2 3 4 5  Turrini 2011, p. 23.
5. 1 2 3  Turrini 2011, p. 24.
6. ↑  Turrini 2011, p. 25.
7. 1 2 3 4  Turrini 2011, p. 26.
8. 1 2  Turrini 2011, p. 27.
9. ↑  Navypedia.
10. 1 2 3 4  Turrini 2011, p. 29.